# Сесса, Луис
Луис Энрике Сесса (исп. Luis Enrique Cessa, 25 апреля 1992, Кордова, Веракрус) — мексиканский бейсболист, питчер клуба Главной лиги бейсбола «Нью-Йорк Янкис».

## Карьера
Луис Сесса родился 25 апреля 1992 года в Кордове в мексиканском штате Веракрус. В 2008 году в возрасте шестнадцати лет он в статусе международного свободного агента подписал контракт с клубом «Нью-Йорк Метс». Первые три сезона в профессиональном бейсболе Сесса играл в Доминиканской и Флоридской лигах, два из них он выходил на поле на позициях в инфилде. На четвёртый год карьеры он провёл тринадцать матчей в качестве стартового питчера «Бруклин Сайклонс», одержав пять побед при четырёх поражениях. Сезон 2013 года Луис отыграл за «Саванну Сэнд Натс» в Южно-Атлантической лиге, в 130 иннингах он сделал 124 страйкаута. В следующем году он продвинулся в фарм-системе клуба до уровня АА-лиги, суммарно проведя 21 игру за «Бингемтон» и «Сент-Люси Метс».
Сезон 2015 года Сесса начал в АА-лиге, одержал семь побед при четырёх поражениях и пропускаемости 2,56, после чего был переведён на уровень выше в «Лас-Вегас Фифти Уанс». В Лиге тихоокеанского побережья он сыграл пять матчей и потерпел три поражения, его показатель ERA составил 8,51. В июле «Метс» обменяли Луиса и питчера Майкла Фулмера в «Детройт Тайгерс» на аутфилдера Йоэниса Сеспедеса. Комментируя сделку, генеральный менеджер «Детройта» Дэйв Домбровски отметил, что Сесса обладает рукой «выше среднего». Оставшуюся часть сезона он доиграл в Международной лиге в составе «Толидо Мад Хенс». После его завершения, в декабре 2015 года, Сесса был обменян в «Нью-Йорк Янкис».
В 2016 году Луис дебютировал в Главной лиге бейсбола. В регулярном чемпионате он одержал четыре победы при четырёх поражениях с показателем пропускаемости 4,35. Игроки соперника отбивали против него с эффективностью 23,9 %, граунд-болами завершились 43,2 % его отбитых подач. В то же время Сесса пропустил шестнадцать хоум-ранов в семнадцати сыгранных матчах. Сезон 2017 года он начал в команде ААА-лиги «Скрэнтон/Уилкс-Барре Рейл Рэйдерс» и был вызван в основной состав «Янкис» после травмы Си Си Сабатии. В трёх матчах Луис провёл на поле 13,2 иннигов, пропустил 11 ранов и допустил 6 уоков. Все эти закончились поражениями команды. После возвращения Сабатии его перевели в буллпен, а затем снова отправили в ААА-лигу. В августе Сесса снова был возвращён в состав Янкис, но быстро получил травму и досрочно завершил сезон. Суммарно он сыграл в десяти матчах команды, его пропускаемость как стартового питчера составила 5,82, в роли реливера — 3,14.
На среднем уровне Сесса отыграл сезон 2018 года. По ходу регулярного чемпионата его задействовали и стартовым питчером и реливером. В роли первого Луис сыграл пять матчей с пропускаемостью 6,50, позволяя соперникам отбивать с эффективностью 32,0 %. Его показатели как реливера были немногим лучше: пропускаемость 4,39, показатель отбивания оппонентов составил 25,5 %. При этом в 26,2 иннингах он сделал 26 страйкаутов. В 2019 году тренеры использовали Сессу только как реливера, что в целом положительно сказалось на его эффективности. Он принял участие в 43 матчах, проведя на поле 81 иннинг. В 44 иннингах Луис не позволил соперникам выбить ни одного хита. Его показатель пропускаемости при этом был нестабильным: в июле он показал самый низкий ERA 1,50, тогда как месяцем ранее он составлял 7,04. Также Сесса вошёл в состав «Янкис» на плей-офф и выходил на поле в третьем и шестом матчах Чемпионской серии Американской лиги.
В сезоне 2020 года Сесса изменил стиль своей игры, став чаще использовать слайдер и сократив число фастболов. Эффективность отбивающих соперника против него сократилась до 18,0 %, он стал пропускать меньше хоум-ранов. По итогам регулярного чемпионата Луис стал самым стабильным реливером «Янкис». В шестнадцати сыгранных матчах он провёл на поле 21,2 иннинга с показателем пропускаемости 3,32.